# Microsoft Lumia 640
Il Microsoft Lumia 640 è uno smartphone di fascia media prodotto dalla Microsoft che fa parte della serie Lumia, successore dei Nokia Lumia 630 e 635. Inaugura la serie x40 della gamma Lumia.
Presentato al Mobile World Congress di Barcellona il 2 marzo del 2015, è uscito sul mercato nell'aprile 2015, disponibile nei colori ciano lucido, arancione, bianco e nero opaco.
Il Lumia 640 è il primo smartphone della gamma Lumia ad essere equipaggiato con Windows Phone 8.1 Update 2 (GDR2) e a poter essere aggiornato a Windows 10 Mobile.

## Versione XL
La versione Microsoft Lumia 640 XL è un phablet da 5,7 pollici e 13 megapixel di fotocamera posteriore, con una capacità di batteria di ben 3000 mAh, uscito nel mese di marzo. Per il resto presenta le medesime caratteristiche del fratello minore.